# 梁慧
梁慧（1956年10月—），女，山西人，中华人民共和国外交官。

## 生平
1978年，进入中华人民共和国外交部工作，先后在驻塞浦路斯大使馆、外交部西亚北非司、驻伊斯坦布尔总领事馆、驻希腊大使馆、外交部礼宾司任职。2002年，任驻塞浦路斯大使馆参赞。2006年，任外交部欧洲司参赞。2010年5月，出任中华人民共和国驻米兰总领事。2010年5月，自驻米兰总领事离任。

## 家庭
已婚，有一子。